# جامع اليقظة
جامع اليقظة الإسلامية وهو من مساجد العراق الحديثة ويقع في حي موصل الجديدة، بمدينة الموصل.

## تاريخ الجامع
شيد وبني الجامع في عام 1376 هـ/ 1956م، وكان تصميم المبنى وبناؤه على يد المهندس المعماري نوري الدمّار.
ومن أبرز العلماء والخطباء الذين شغلوا منصب الإمامة والخطابة في الجامع: عمر النعمة وفاضل السلبي و بشير الصقال وبدر الهلالي ويونس الطائي والجومرد والخطيب سيد دحام والد جمال دحام واكرم عبد الوهاب وعلي حامد الراوي.[بحاجة لمصدر]